# Ophrys kreutzii
Ophrys kreutzii är en orkidéart som beskrevs av W.Hahn, R.Wegener och J.Mast. Ophrys kreutzii ingår i ofryssläktet, och familjen orkidéer.
Artens utbredningsområde är Turkiet. Inga underarter finns listade i Catalogue of Life.